# Xenofon från Efesos
Xenofon från Efesos kallade sig den troligen på 100-talet e.Kr. levande författaren till en grekisk kärleks- och äventyrsroman i fem böcker med titeln Efesiaka (Efesiska berättelser), vilken handlar om Anthias och Habrokomes trofasta kärlek och sällsamma öden. Det nygifta paret skiljs åt när de blir överfallna av pirater, men återförenas senare. 
Under Xenofon från Efesos tid fanns ett ökat intresse för romanen som ett slags ersättning för det från äldre tid härstammande eposet med mytologiskt, fantastiskt och framförallt erotiskt innehåll. Bland de många romanförfattarna märks Parthenios, Iamblichos, Heliodoros, Achilleus Tatios, Chariton med flera. Efesiaka är en av de första romanerna.